# Grazer Platz
Der Grazer Platz liegt im Berliner Ortsteil Schöneberg des Bezirks Tempelhof-Schöneberg. Das markanteste Gebäude auf der Platzanlage ist die 1903 erbaute evangelische Nathanael-Kirche. Nach dieser trug er ab 1928 den Namen Nathanaelplatz. Nach dem „Anschluss“ Österreichs 1938 an das Deutsche Reich wurde der Platz 1939 nach Graz umbenannt, der Hauptstadt des damaligen Gaus und heutigen österreichischen Bundeslandes Steiermark.

## Lage
Der rund 350 m × 65 m große Platz erstreckt sich zwischen der Rubensstraße im Westen und dem Riemenschneiderweg im Osten und wird vom sechsstreifigen Grazer Damm durchschnitten. Im Norden und Süden begrenzen zwei Einbahnstraßen, die den Namen Grazer Platz tragen, die begrünte Anlage. Nebenstraßen des Grazer Platzes sind die Pöppelmannstraße im Norden und die Kauschstraße im Süden. Die Beckerstraße läuft von der Friedenauer Brücke kommend direkt auf die Nathanaelkirche zu und mündet am Grazer Platz rechtwinklig in die Rubensstraße.

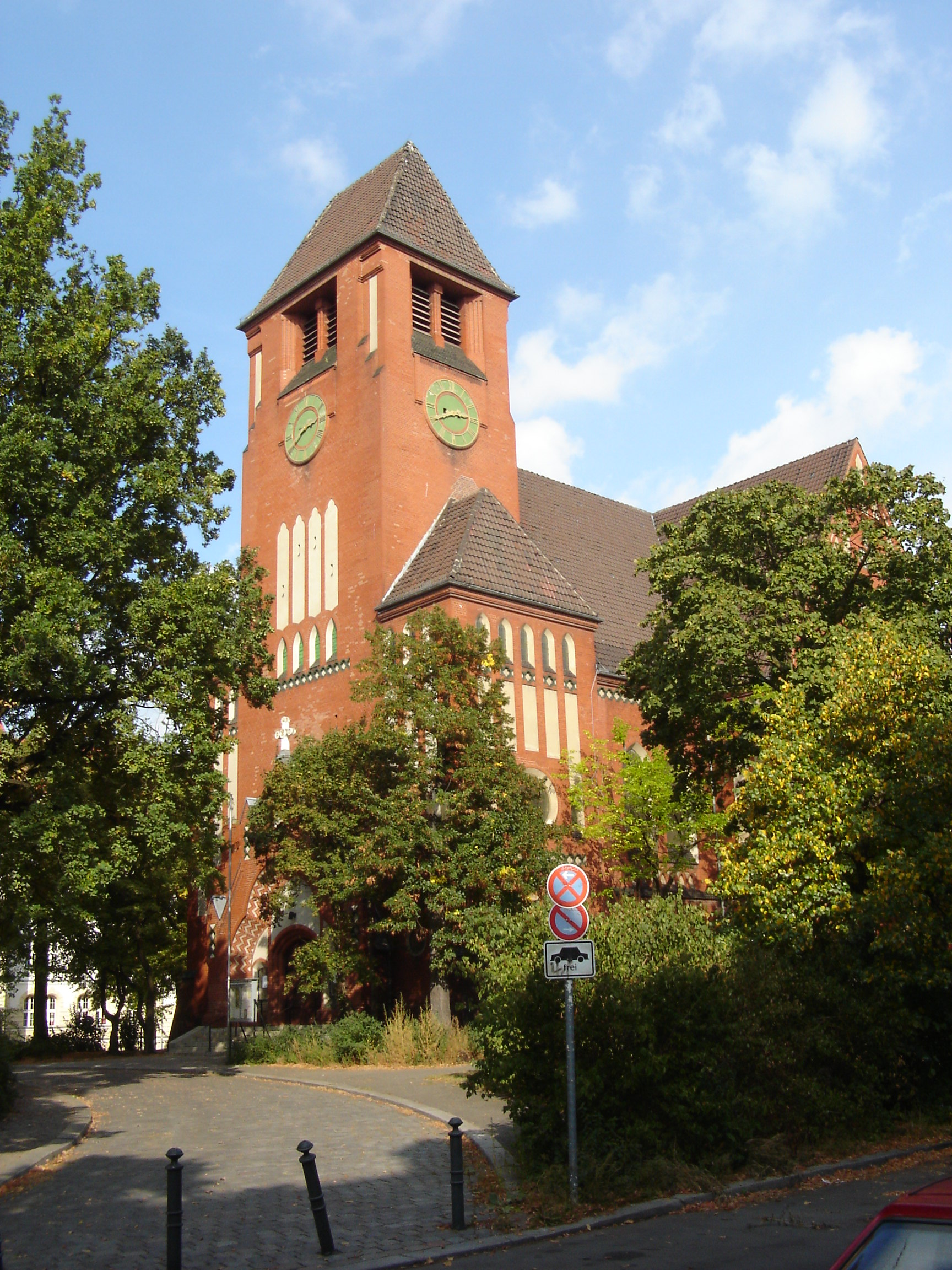
Die Nathanael-Kirche auf dem Grazer Platz

Den Westteil des Platzes nimmt etwa zur Hälfte die Nathanael-Kirche ein, deren Fassade einem kleinen Vorplatz an der Rubensstraße zugewandt ist. Das Gebiet auf der Westseite der Rubensstraße wurde während der Gründerzeit bebaut. Als Gotteshaus für die Bevölkerung dieses Gebietes wurde die Nathanael-Kirche nach einem Entwurf von Jürgen Kröger zwischen 1902 und 1903 erbaut. Sie ist dem Jünger Nathanael geweiht und wird von der evangelischen Philippus-Nathanael-Gemeinde genutzt. Ursprünglich hatte die Nathanael-Kirche einen hohen, spitz zulaufenden Kirchturm. Dieser wurde im Zweiten Weltkrieg beschädigt und anschließend in bescheidenerer Form wiederaufgebaut. Hinter der Kirche erstreckt sich eine Grünanlage mit einer großen Wiese bis zum Grazer Damm.
An der zur Rubensstraße grenzenden Seite des Platzes befinden sich auf der Südseite das Gemeindehaus der Philippus-Nathanael-Gemeinde, das nach Plänen der Architekten Peter Jürgensen und Heinrich Seidel 1928 errichtet wurde, sowie die ehemalige Barnim-Grundschule auf der Nordseite. Die Barnim-Schule und die in der Rubensstraße befindliche ehemalige Uckermark-Schule wurden als Grundschulen im Sommer 2006 zur Peter-Paul-Rubens-Schule vereinigt.

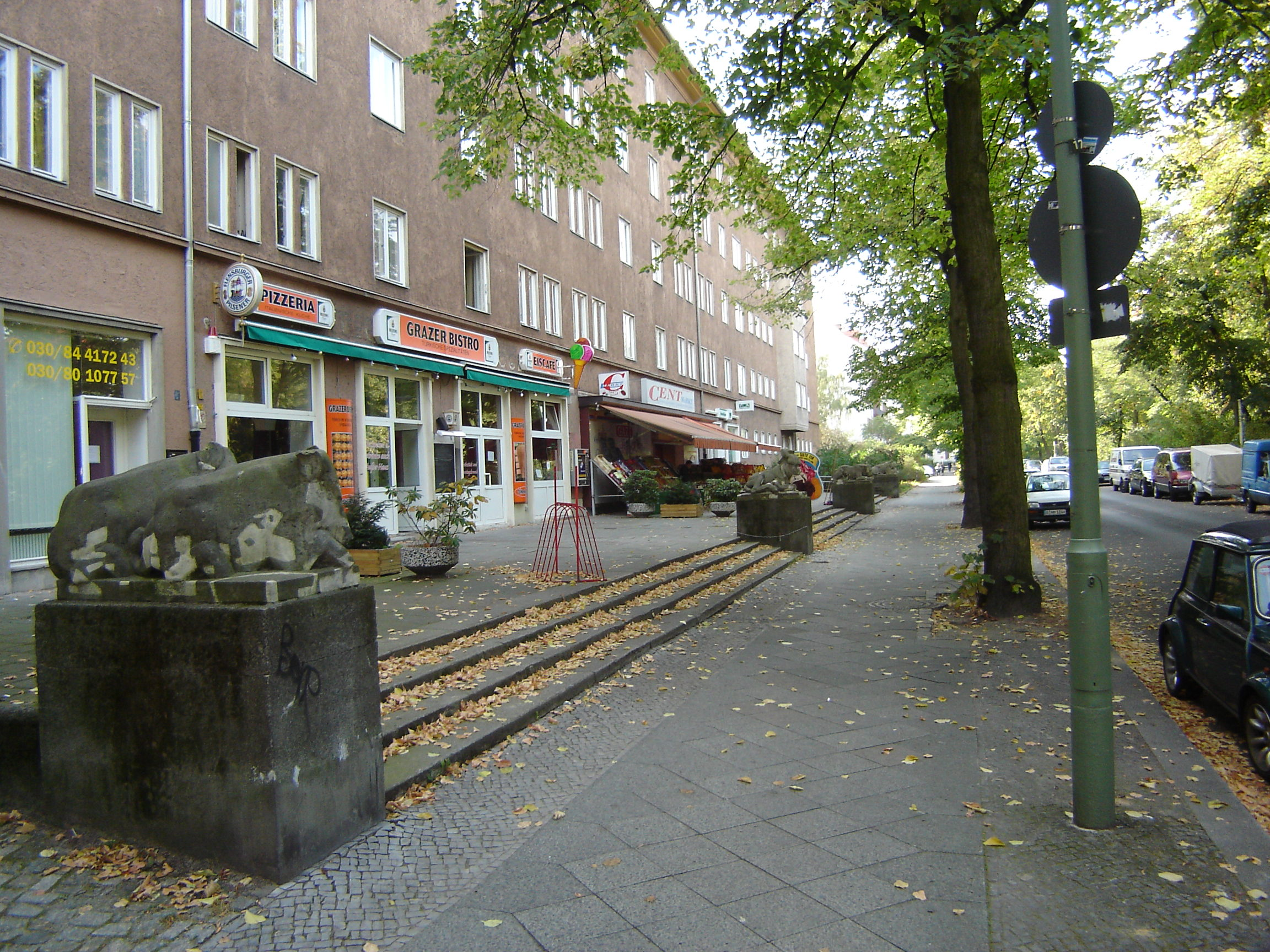
Südseite, 2006

Die Straßenblocks um den Grazer Platz werden von der Siedlung am Grazer Damm eingenommen. Diese entstand Ende der 1930er Jahre und ist eines der wenigen Beispiele für Wohnungsbauarchitektur der nationalsozialistischen Zeit. Im Erdgeschoss der zum Grazer Platz hingewandten Seite der Wohnhäuser der Siedlung sind Einzelhandels- und Gastronomieunternehmen untergebracht.
Die Platzanlage im östlichen Teil zwischen dem Grazer Damm und dem Riemenschneiderweg ist jünger als der westliche Teil und entstand erst im Zuge des Baus der Siedlung. Am Grazer Damm ist ein Mosaik mit dem Wappen der namensgebenden Stadt Graz in den Boden eingelassen. Heute befinden sich im östlichen Teil des Grazer Platzes ein Kinderspielplatz, eine Skateboard-Anlage und ein Bolzplatz. Am Ostende des Platzes beginnt auf der gegenüberliegenden Seite des Riemenschneiderwegs eine Kleingartenkolonie.

## Historisches

Plan des Geländes der Deutschen Armee-, Militär- und Kolonial-Ausstellung im Jahr 1907

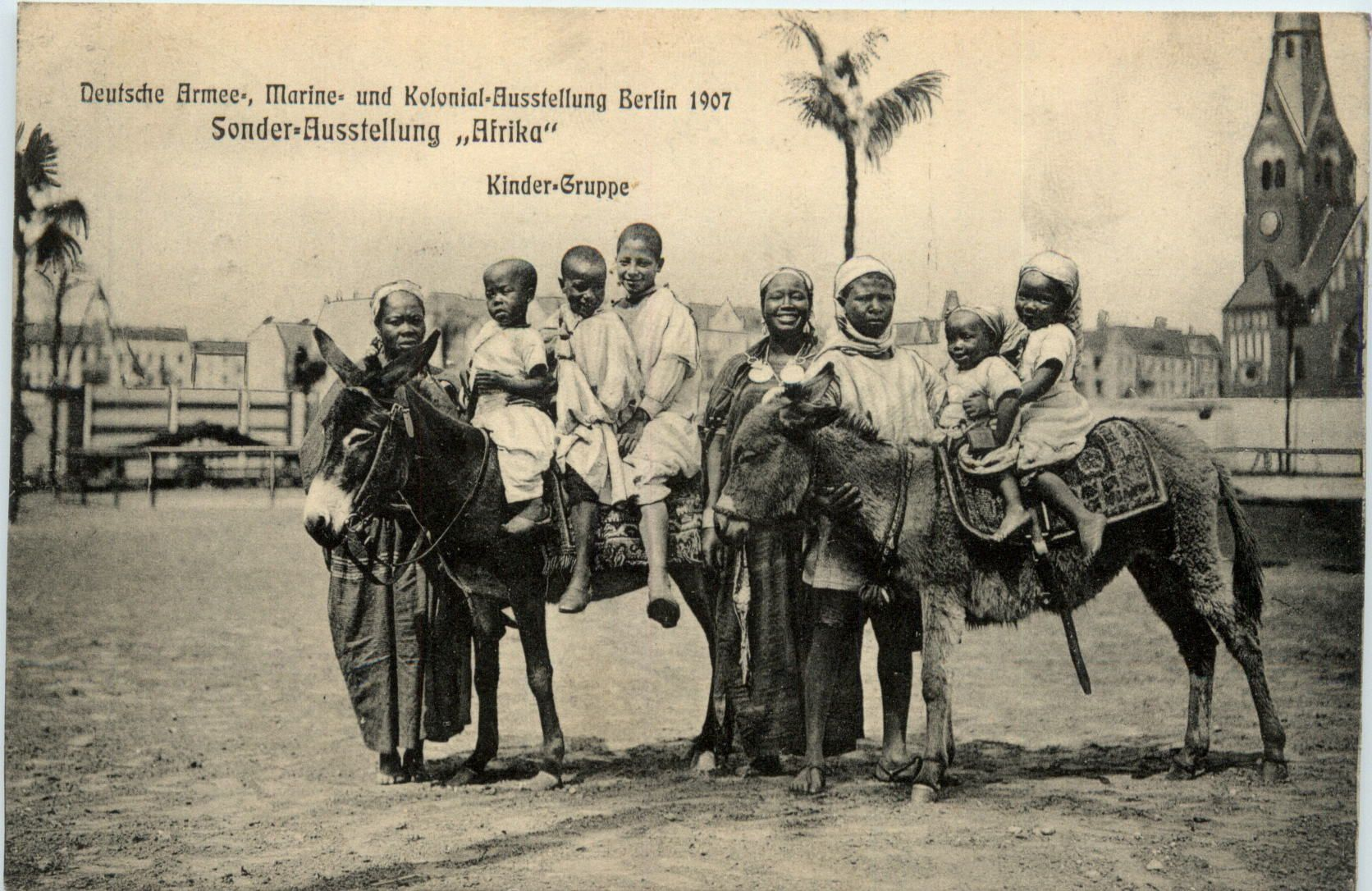
Postkarte der Sonder-Ausstellung „Afrika“ ⋅ Kinder-Gruppe

Auf dem damals noch unbebauten Gelände zwischen Vorarlberger Damm und Peter-Vischer-Straße, das auch den heutigen Grazer Platz umfasste, fand im Jahr 1907 eine fünfmonatige Gewerbeausstellung statt. Auf der Deutschen Armee-, Militär- und Kolonial-Ausstellung wurden „Wild-Afrika“ und „amerikanische Vergnügungs-Kriegsspiele“ dargestellt. Gleichzeitig präsentierten Firmen ihre Produkte von Militärzubehör sowie tropen- und kolonialtauglichem Alltagszubehör. Der Standort wurde wegen der räumlichen Nähe zu den Kasernen an der General-Pape-Straße und zum Tempelhofer Feld gewählt, auf dem die kaiserlichen Truppen ihre Paraden abhielten. Die seinerzeit erst drei Jahre alte Nathanaelkirche befand sich plötzlich in unmittelbarer Nähe der Ausstellungsareals „Wild-Afrika“.